# Біконічна антена

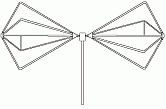
Біконічна антена

У радіо системах, біконічна антена є широкосмуговою антеною сформованою з двох конічних провідних об'єктів, що мають спільну вершину.

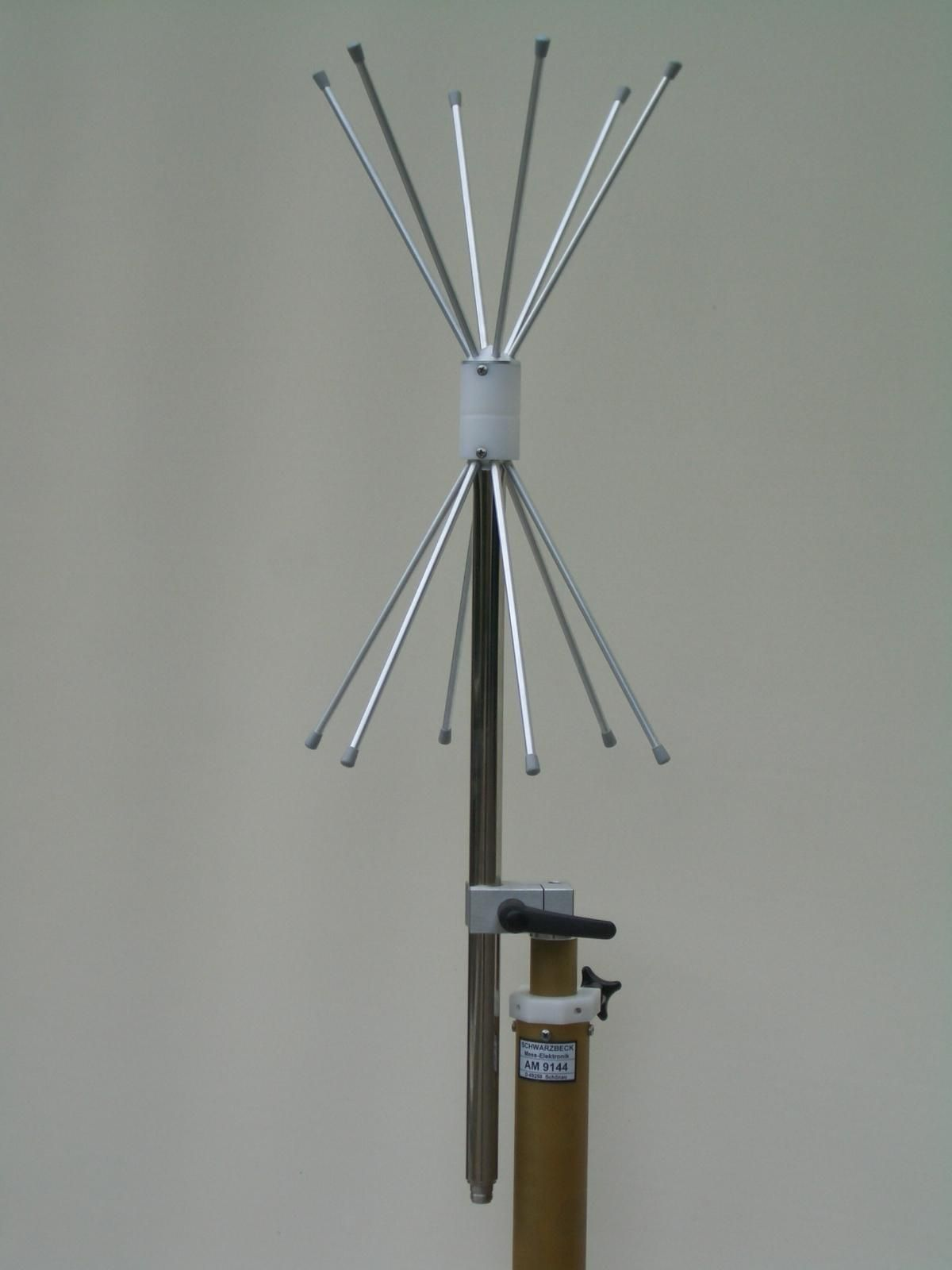
Однорідно спрямована біконічна антена

Конічні провідники можуть бути суцільними чи сформованими з окремих провідників. Простий конічний монополь є наближеним до суцільного біконуса і мають кращі електродинамічні характеристики. Різновидом біконічної антени є диско-конічна антена, у якої один з конусів замінюється диском.

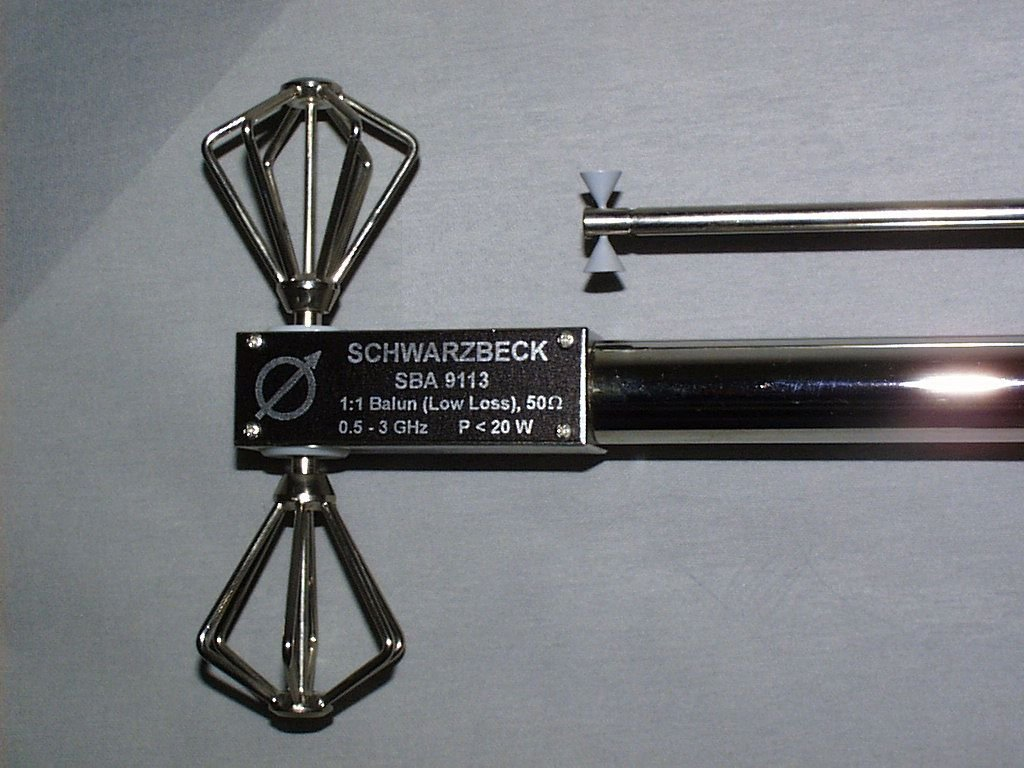
Малі біконічні мікрохвильові антени (верхня: 1-18 ГГц, нижня: 0.5-3 ГГц)